# Jade Sutherland
Jade Sutherland (nombre verdadero: Laura DeGroot) es un personaje ficticio de la serie de televisión australiana Home and Away, interpretado por la actriz Kate Garven del 19 de junio de 2000 hasta el 3 de junio de 2004.

## Biografía
Jade llegó por primera vez a la bahía junto a sus padres, Rhys y Shelley Sutherland y sus hermanas Dani y Kirsty de quien Jade era gemela.
Jade era una talentosa bailarina de ballet, así que comenzó a tomar clases, sin embargo cuando intentó ser una mejor bailarina terminó padeciendo bulimia gracias a su amiga Melissa quien la animó a emborracharse después de comer para bajar de peso, sin embargo cuando Melissa se enfermó gravemente a causa de los atracones Jade se dio cuenta de que esa no era la forma más saludable de convertirse en una mejor bailarina y decidió buscar ayuda para su desorden alimenticio y poco después Jade se mejoró.
Jade terminó enamorándose de Nick Smith, sin embargo decidió renunciar a Nick ya que él salía con Kirsty en ese momento, eventualmente Jade terminó saliendo con Duncan Stewart, sin embargo esta no duró después de que Jade lo dejara por David, poco después Duncan se fue de Summer Bay y Nick y Kisty terminaron. 
Después de que Kirsty les diera su bendición Jade y Nick comenzaron a salir, la pareja permaneció junta durante un largo tiempo, sin embargo cuando Nick fue escogido para participar en el reality show "The Dorm", la relación comenzó a tener problemas ya que Jade quería entrar sin embargo había perdió la audición en contra de Nick, durante el show uno de los concursantes hizo parecer que Nick le era infiel a Jade y pronto durante la primera semana Nick fue expulsado del juego. 
A pesar de los intentos de Nick por ganarse la confianza de Jade de nuevo la relación terminó, el rompimiento fue duro para ambos en especial para Jade ya que tenía que interpretar a Julieta en la obra de la escuela. La pareja regresó pero terminaron cuando Nick se fue de la bahía, dejándola destrozada. Más tarde Jade terminó enamorándose de Sebastian Miller, el mejor amigo de Nick y cuando ambos se enteraron de la relación de Kirsty con Kane Phillips trataron de alejarla de él, ya que sabían que Kane había sido el violador de la hermana de ambas, Dani.
A finales del 2003 junto a su familia quedaron atrapados en un poso de una mina cuando intentaban encontrar a Max, Jade con asma fue rescatada y llevada al hospital. Las cosas no mejoraron cuando su hermana Kirsty se escapó para ir a ver a Kane, en contra de sus padres y luego cuando tuvo que esconder la verdad de que Kirsty había estado fingiendo un embarazo, sin embargo la verdad fue descubierta y ambas se metieron en muchos problemas.
En el 2004 John y Helen DeGroot llegaron de la ciudad y le dijeron a los Sutherland que Jade no era su hija y que su verdadera hija era en realidad Laura, la niña que ellos había criado; la pareja le explicó a Shelley y Rhys que las pequeñas habían sido intercambiadas en el hospital la noche en que nacieron, esta revelación dejó destrozada a la familia en especial a Jade y Kirsty quienes creían que eran gemelas.
Después de enterarse de la verdad Kirsty comenzó a acercarse a Laura lo que ocasionó que Jade se sintiera rechazada. Para empeorar las cosas Duncan regresó a la bahía y logró que una vulnerable Jade, comenzara a consumir drogas. Más tarde durante el cumpleaños de Robbie Hunter y Hayley Smith, Duncan drogado robó el nuevo coche de Robbie y subió a Jade y a Seb al coche, mientras intentaban detenerlo Duncan perdió el control y el coche se fue por un precipicio, Duncan logró salir a tiempo sin embargo Jade y Seb no lo lograron, el accidente dejó a Seb paralizado de la cintura hacia abajo y Jade salió con algunos sólo algunos rasguños.
Pensando que Jade se merecía algo mejor Seb decidió alejarla y la relación terminó cuando decidió mudarse a Brisbane con su abuelo, Donald Fisher. Un día después Jade decidió irse de Summer Bay para mudarse a la ciudad con Kit Hunter. Poco después regresó para visitar a Kirsty al hospital, después de que recibiera un tratamiento para su enfermedad renal, poco después volvió a irse.